# Église Saint-Gouesnou de Gouesnou
Pour les articles homonymes, voir Église Saint-Gouesnou.
 (juin 2019).
L'église Saint-Gouesnou est une église catholique située à Gouesnou, dans le Finistère, en France.

## Description
L'église, sous la forme d'une croix latine, est composée d'une nef à quatre travées, d'un transept et d'un chevet à cinq pans de type Beaumanoir. Les 22 vitraux de l'église furent construits par Jacques Le Chevallier. La tour clocher date du XVIe siècle et certains vestiges de la maçonnerie datent du XVe siècle.

## Histoire
L'église est construite sur l'emplacement du monastère de saint Goueznou par Guillaume Touronce, chanoine de Vannes et recteur de Gouesnou. La construction débuta en 1552 ; au XVIIe siècle, l'église, trop petite, est agrandie.
Dans la nuit du 14 au 15 avril 1718, le sommet de la flèche est renversé par la foudre.
La flèche subit à nouveau un orage en 1894 ou 1896 qui endommage la flèche.
L'église, ainsi que l'arc de triomphe et la fontaine, est classée au titre des monuments historiques par arrêté du 9 mai 1914.
Au début du mois d'août 1944, la flèche est décapitée et l'église subit un incendie causé par les allemands dans la nuit du 12 au 13 août 1944 (Bataille de Brest)[réf. souhaitée], causant d'immenses dégâts. À la suite de l'incendie, les restaurations débutèrent en 1947 et s'achevèrent en 1970 avec la pose des vitraux.